# Underhållningsmusik
Underhållningsmusik är en musikalisk genre i gränslandet mellan klassisk musik och populärmusik, vilken hade sin glansperiod under 1800-talets senare och 1900-talets första hälft. Genren betecknas ofta även som salongsmusik. Detta är dock ett något vidare begrepp, vilket även inkluderar den musik som under romantiken komponerades för att framföras för en intimare publik vid tidens litterära och konstnärliga salonger, medan den något senare underhållningsmusiken riktade sig mot en bredare och mer allmän publik via exempelvis restauranger, offentliga konserter, radio och grammofon. På engelska betecknas musik i genren ofta som "light classics" eller bara "light music".

## Stildrag
Inom underhållningsmusiken vanligt förekommande typer av stycken är bland annat programmusik, karaktärsstycken och virtuosa uppvisningsnummer. Smäktande romantik, sentimentalitet och exotism är andra icke ovanliga stildrag inom underhållningsmusiken. Genrens repertoar omfattar också många stycken hämtade från närbelägna populära genrer som operett-, varieté- och (med tiden) filmmusik.
Sättningen på en ensemble som spelar underhållningsmusik kan variera kraftigt i fråga om storlek och sammansättning, allt ifrån den lilla restaurangtrion (elakt parodierad av Povel Ramel) till full symfoniorkester (som till exempel Boston Pops Orchestra). Instrumenteringen hämtas ofta från den klassiska västerländska konsertmusiken men också militär- och andra typer av blåsorkestrar har och hade ofta underhållningsmusik på sin repertoar. Under 1900-talets första hälft var det vanligt att tidens jazz- och dansorkestrar även "dubblade" som underhållningsorkestrar när de inte spelade till dans.
Sveriges Radios underhållningsorkester hade på 1940-talet en sättning benämnd "tysk salongsorkester", vilket innebar 11 blåsare, 12 à 13 stråkar, piano, harpa och slagverk.

## Kritik
Av representanter för den högre konstmusiken kunde salongs- och underhållningsmusiken uppfattas som alltför ytlig och vulgär. Nordisk familjebok beskriver till exempel "salongsmusik" som "kompositioner, som mest innehålla trivial grannlåt och äro afsedda för ytlig förströelse samt vittna om förflackning af smaken hos tonsättare och dilettanter" (band 24, spalt 502).

## Kända kompositörer och några verk

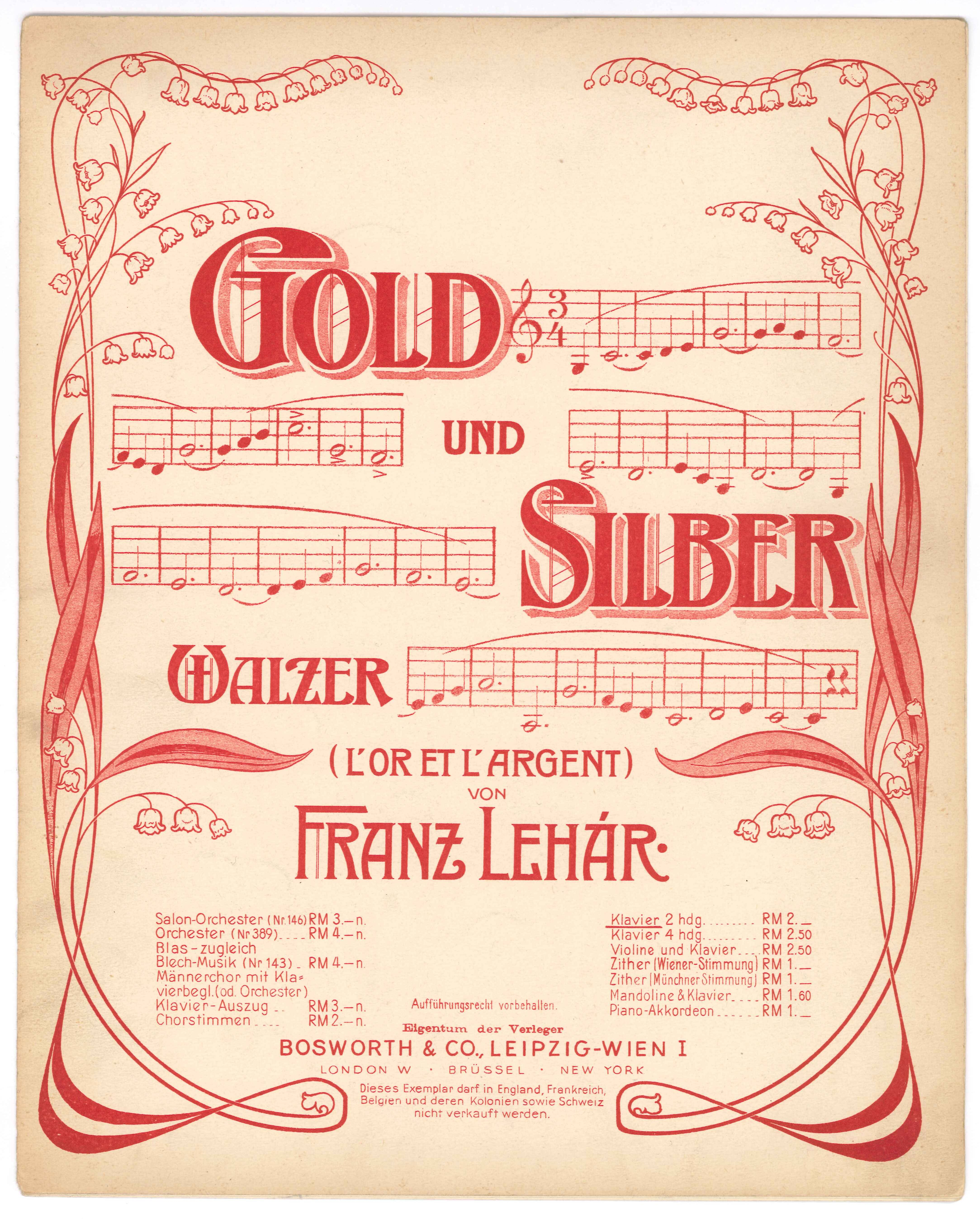
Franz Lehár: Gold und Silber Walzer op 79

| - Leroy Anderson (1908–1975) - The Syncopated Clock (1945) - Blue Tango (1951) - Eric Coates (1886–1957) - By the Sleepy Lagoon (1930) - Knightsbridge March § (1933) - Calling All Workers (1940) - Dambusters March (1954) - Riccardo Drigo (1846-1930) - Harlekins miljoner § (1900) - Jacob Gade (1879–1963) - Tango Jalousie § (1925) - Einar Hylin (1902–1975) - Cupido dansar - Archibald Joyce (1873-1963) - Höstdrömmar § (1908) - Albert W. Ketèlbey (1875–1959) - I en klosterträdgård (1915) - På en persisk marknad (1920) | - Fritz Kreisler (1875–1962) - Schön Rosmarin (1910) - Liebesfreud (1911) - Franz Lehár (1870-1948) - Guld och silver § (1902) - Paul Lincke (1866–1949) - Lysmaskidyll § (1902) - Albert Frederick Marzian (1875-1947) - Aftonklockor § (1913) - Heinrich Strecker (1893–1981) - Drunt in der Lobau (1928) - Enrico Toselli (1883-1926) - Serenata § - Sebastián Yradier (1809-1865) - La Paloma § (ca 1864) |

"§" efter en titel ovan utmärker de mest spelade kompositionerna på Stockholms restauranger 1900-1940